# حلقة سومرينغ
حلقة سومرينغ (بالإنجليزية: Soemmering ring) هو تورم حلقي في محيط محفظة العدسة. في عام 1928 لاحظ صموئيل سوميرينغ إعتام عدسة العين فوصف حلقة سومرينغ كرواسب من الخلايا الظهارية المحتجزة بالعدسة الاستوائية التي تستمر في التكاثر وتشكيل ألياف قشرية جديدة والتي تشكل في نهاية المطاف حلقة من الألياف القشرية بين المحفظة الخلفية وحواف المحفظة الأمامية المتبقية.